# Tillandsia pastensis
Tillandsia pastensis es una especie de planta epífita dentro del género  Tillandsia, perteneciente a la  familia de las bromeliáceas. Es originaria de Colombia, Ecuador y Perú.   

## Taxonomía
Tillandsia pastensis fue descrita por Édouard-François André y publicado en Enumeration des Bromeliacees Recoltees 8. 1888.
Etimología
Tillandsia: nombre genérico que fue nombrado por Carlos Linneo en 1738 en honor al médico y botánico finlandés Dr. Elias Tillandz (originalmente Tillander) (1640-1693).
pastensis: epíteto